# Chrysolina graminis
Chrysolina graminis é uma espécie de artrópode pertencente à família Chrysomelidae.